# Такамадо-но-мия Норихито
Норихито, принц Такамадо (яп.高円宮憲仁親王, Такамадо-но-мия Норихито Синно:, 29 декабря 1954 — 21 ноября 2002) — член Императорского Дома Японии и третий сын принца Микаса — Такахито и принцессы Микаса — Юрико. Он был двоюродным братом Императора Акихито и седьмым в списке наследников Хризантемового трона на момент своей смерти.

## Образование
Принц родился в семейном доме принца Микаса в Токио. Окончил юридический факультет университета Гакусюин в 1978 году. С 1978 по 1981 год учился за границей на юридическом факультете Королевского университета в Кингстоне, Онтарио, Канада. После возвращения в Японию служил администратором Японского фонда с 1981 по 2002 год.

## Брак и семья
17 сентября 1984 принц обручился с Хисако Тоттори, старшей дочерью Сигэдхиро Тоттори, с которой познакомился на приеме, организованном канадским посольством в Токио.
1 декабря 1984 года от принца Микаса в честь будущей свадьбы получил титул «принца Такамадо» (Takamado-no-miya) и разрешение на создание новой ветви императорской семьи.
6 декабря 1984 года они поженились.
У пары родилось три дочери:
- Принцесса Цугуко[англ.] (яп.承子女王, Цугуко Дзё, родилась 8 марта 1986 года в больнице Айику в Токио)
- Принцесса Норико[яп.] (яп.典子女王, Норико Дзё, родилась 22 июля 1988 г.) в больнице Айику в Токио); после свадьбы с Кунимаро Сенге, простолюдином, 5 октября 2014 года принцесса Норико отказалась от своего императорского титула и покинула императорскую семью в соответствии с Законом об Императорском дворе 1947 года, взяла фамилию своего мужа и стала известна как «Норико Сенге» (千家 典 子, Сенге Норико).
- Принцесса Аяко[англ.] (яп.絢子女王 , Аяко Дзё, родилась 15 сентября 1990 г. в больнице Айку в Токио); после замужества с Морией Кей, простолюдином, 29 октября 2018 года принцесса Аяко отказалась от своего императорского титула и покинула императорскую семью, как того требует Закон об императорском доме 1947 года, взяла фамилию своего мужа и стала известна как «Аяко Мория» (守 谷 絢 子, Мория Аяко).

## Государственная служба
Принц Такамадо был почетным президентом различных благотворительных организаций, участвовавших в спонсорстве международного обмена, особенно в области музыки, танцев и спорта. В Японии его часто называли «спортивным принцем» (яп.スポーツの宮さま, Supōtsu-no-miya-sama). Он поддержал ряд конкурсов речи на иностранном языке. Он также принимал активное участие в проблемах окружающей среды и экологическом просвещении. Принц был почётным членом Академической ассоциации Эдо Ренания в Токио, римско-католического студенческого братства, входящего в состав Cartellverband.
Принц и принцесса Такамадо были самой путешествующей парой в японской императорской семье, они вместе посетили 35 стран за 15 лет, чтобы представлять Японию на различных мероприятиях. Последние визиты принца включали Египет и Марокко в мае 2000 г., Гавайи в июле 2001 г. (для продвижения японской чайной церемонии) и в Республику Корея с мая по июнь 2002 г. Последний был предназначен для участия в церемонии открытия Чемпионата мира по футболу 2002 г. Визит доброй воли принца и принцессы в Корею был первым японским королевским визитом после Второй мировой войны и важным шагом в развитии дружественных двусторонних отношений между Японией и Кореей. Находясь в Корее, пара много путешествовала по стране, встретилась с президентом Ким Дэ Чжун и простыми корейцами, посетила учреждения для инвалидов, некогда спонсируемые принцессой Нашимото Масако.

## Смерть
21 ноября 2002 года, во время совместного с канадским послом Робертом Дж. Райтом урока по сквошу в посольстве Канады в Токио, принц потерял сознание от фибрилляции желудочков и был доставлен в университетскую больницу Кейо, где умер от сердечной недостаточности.
Внезапная смерть одного из самых молодых и активных членов японской императорской семьи потрясла нацию. Похороны принца прошли на императорском кладбище Тосимагаока на севере Токио, на нём присутствовало около 900 человек, включая членов императорской семьи, политиков из Японии и с других стран.

## Память
Кубок принца Такамадо — национальный молодежный футбольный кубковый турнир. Коллекция японских произведений искусства и артефактов Королевского музея Онтарио в Торонто названа «Галереей принца Такамадо» в честь его тесной связи с Канадой.

## Награды

### Национальные награды
- Высший орден Хризантемы (29 декабря 1974 г.)

### Иностранные награды
- Италия: Кавалер Большого креста Ордена за заслуги перед Итальянской Республикой (9 марта 1982 г.)
- Гренландия: Получатель медали Нерсорнаат за заслуги I степени

### Почётные должности
- Почётный президент Японской футбольной ассоциации
- Почётный президент Японской ассоциации фехтования
- Почётный президент Японской ассоциации сквоша
- Почётный президент Японской федерации бейсбола
- Почётный президент Фонда Японской студенческой ассоциации
- Почётный президент Японского общества спасателей
- Президент Федерации любительских оркестров Японии